# Hexaplex fulvescens
Hexaplex fulvescens is een slakkensoort uit de familie van de Muricidae. De wetenschappelijke naam van de soort is voor het eerst geldig gepubliceerd in 1834 door G.B. Sowerby II.

## Leefwijze
De soort eet onder andere oesters op. Hexaplex fulvescens klimt op zijn prooi en met behulp van de 'breektand' die aan zijn schelpmond zit, kan hij de oesterhelften open wrikken en zijn sifo ertussen steken. Via de sifo dat aan de schelp vast zit, kan het dier zijn prooi verorberen.